# Kink (Film)
kink ist ein 2013 veröffentlichter amerikanischer Dokumentarfilm der Regisseurin Christina Voros, als Produzent fungierte James Franco. Der Film behandelt die Produktion von BDSM-Pornografie durch das amerikanische Internetpornounternehmen Kink.com. kink wurde 2013 im Programm des Sundance Film Festival gezeigt.